# El Khtatla
El Khtatla és una vila tunisiana propera a Zarzis, a la governació de Médenine, delegació de Zarzis, situada just a mig camí entre la sabkhat El Melah i la costa del golf de Boughrara. A la rodalia té un henchir o fortí, considerat jaciment arqueològic.